# مجموعة الثلاثين
مجموعة الثلاثين هي هيئة دولية من الممولين والأكاديميين تهدف إلى تعميق فهم القضايا الاقتصادية والمالية ودراسة عواقب القرارات المتخذة في القطاعين العام والخاص. تشمل المجالات التي تدخل في مصلحة المجموعة: سوق الصرف الأجنبي وأسواق رأس المال الدولية والمؤسسات المالية الدولية والبنوك المركزية وإشرافها على الخدمات والأسواق المالية وقضايا الاقتصاد الكلي مثل أسواق المنتجات والعمل.
تشتهر المجموعة بمناصرتها للتغييرات في المقاصة والتسوية العالمية.

## التاريخ
تأسست مجموعة الثلاثين في عام 1978 من قبل جيفري بيل بمبادرة من مؤسسة روكفيلر، والتي قدمت أيضًا تمويلًا أوليًا للهيئة. كان رئيسها الأول يوهانس ويتيفين العضو المنتدب السابق لصندوق النقد الدولي. الرئيس الحالي لمجموعة الثلاثين هو ثارمان شاموقراتنام. رئيس مجلس الأمناء الحالي هو جاكوب فرنكل وبول فولكر هو رئيس مجلس الإدارة الفخري.
كانت مجموعة بيلاجيو التي شكلها الاقتصادي النمساوي فريتز ماكلوب السلف المباشر لمجموعة الثلاثين. اجتمعت لأول مرة في عام 1963 في مركز مؤسسة روكفلر (فيلا سيربيلوني) في بيلاجيو، للتحقيق في مشاكل العملة الدولية وخاصة أزمة ميزان المدفوعات التي واجهتها أمريكا خلال أوائل الستينيات.
في يونيو 2011 أصدرت المجموعة تقريرًا يفحص الأزمة المالية لعام 2008، بما في ذلك الأسباب والاستجابات والتوقعات المستقبلية للولايات المتحدة والأسواق الأخرى.
في يناير 2018 طلب أمين المظالم الأوروبي إميلي أورايلي من رئيس البنك المركزي الأوروبي ماريو دراجي الاستقالة من المجموعة لأن عضويته في المنظمة يمكن تفسيرها على أنها تأثير لا داعي له.

## الأعضاء
تتكون المجموعة من ثلاثين عضوا وتضم رؤساء البنوك الخاصة الكبرى والبنوك المركزية، فضلا عن أعضاء من الأوساط الأكاديمية والمؤسسات الدولية. يشمل الأعضاء الحاليون في المجموعة الرؤساء الحاليين والسابقين للبنوك المركزية للأرجنتين والبرازيل والمملكة المتحدة وكندا والصين وفرنسا وألمانيا والهند وإسرائيل وإيطاليا واليابان والمكسيك وبولندا وسنغافورة وإسبانيا وسويسرا و الولايات المتحدة بالإضافة إلى اثنين من رؤساء بنك الاحتياطي الفيدرالي في نيويورك، ورئيسان للبنك المركزي الأوروبي، ورئيس لجنة بازل للرقابة المصرفية، ورئيسان لبنك التسويات الدولية، واثنين من كبار الاقتصاديين في البنك الدولي. وصندوق النقد وكبير الاقتصاديين في البنك الدولي ورئيس المكسيك الأسبق. تعقد اجتماعين كاملين كل عام وتنظم أيضًا ندوات وندوات ومجموعات دراسية. يقع مقرها في واشنطن العاصمة.